# St. Nikolaus (Birresborn)

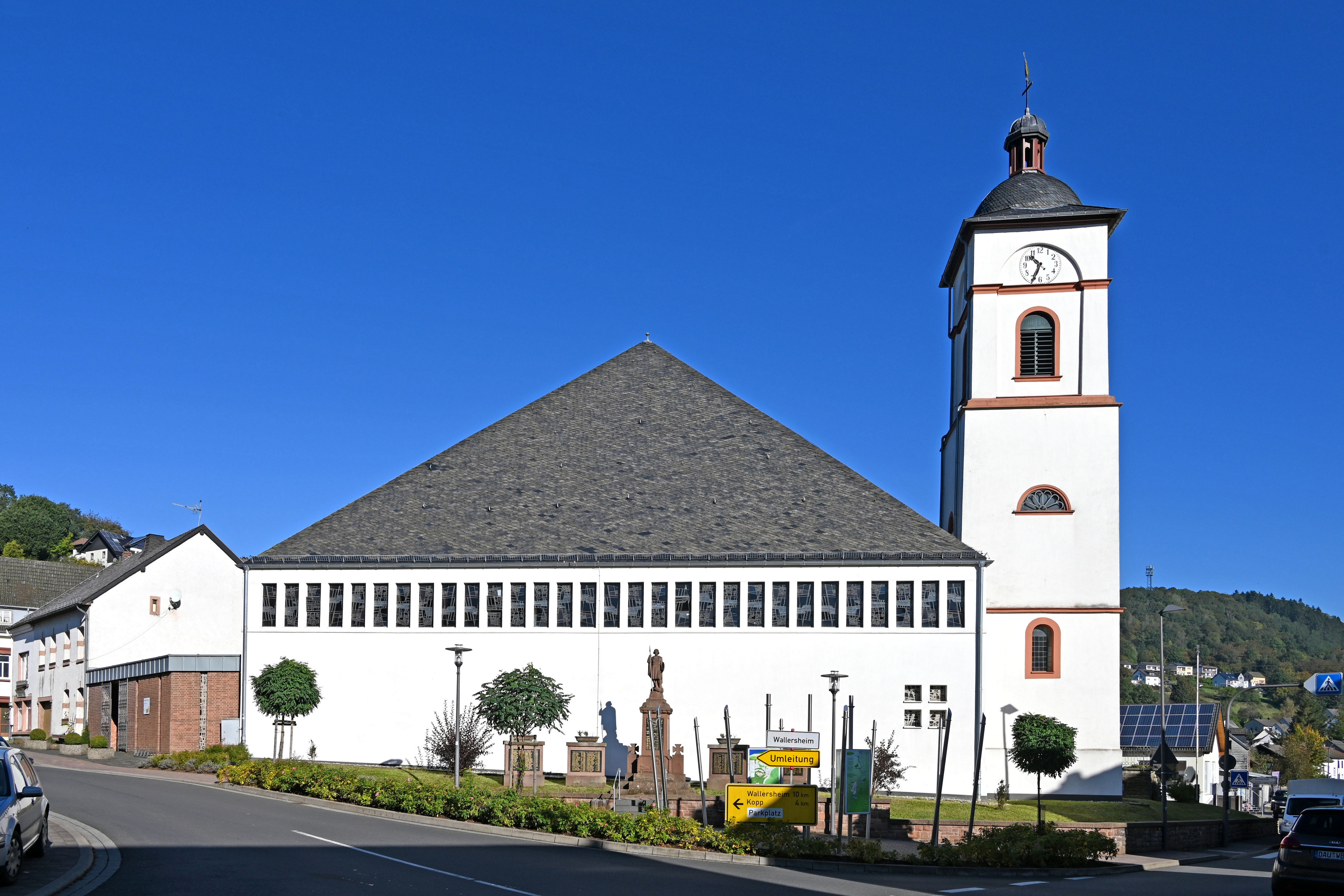
St. Nikolaus (Birresborn)

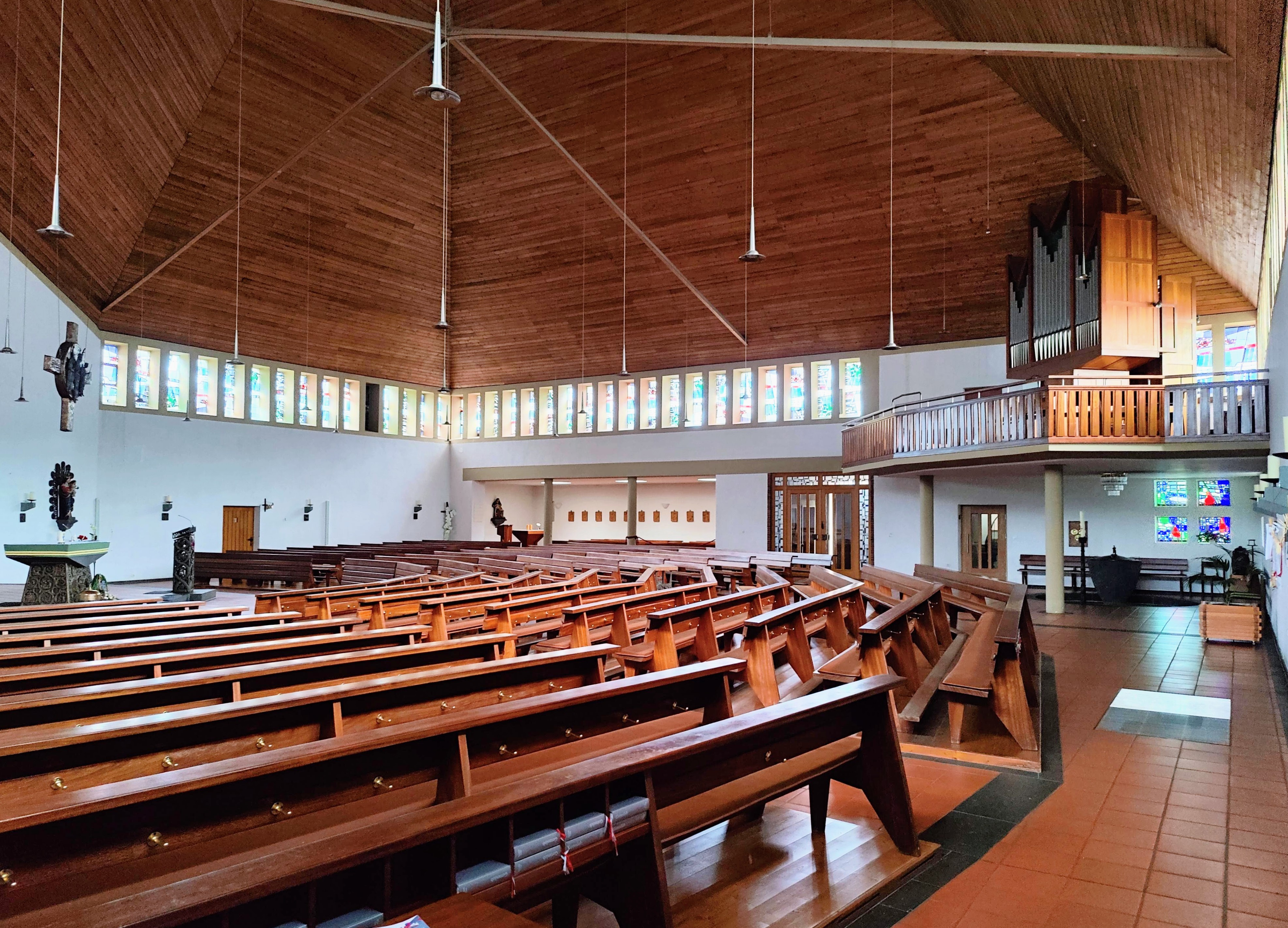
Innenraum (2022)

Die Kirche St. Nikolaus ist die römisch-katholische Pfarrkirche von Birresborn im Landkreis Vulkaneifel in Rheinland-Pfalz. Die Kirche gehört in der Pfarreiengemeinschaft Gerolsteiner Land zum Pastoralen Raum Adenau-Gerolstein im Bistum Trier.

## Geschichte
Die Kirche St. Nikolaus (nach Nikolaus von Myra) wurde zuerst 1828 mit einem wuchtigen klassizistischen Turm (samt Halbkugelhaube) errichtet. Als diese Kirche zu klein wurde, baute der Bitburger Architekt Hans Geimer von 1962 bis 1966 unter Belassung des Turms eine Zeltdachkirche von 24 × 12 Metern mit einer von sechs Seiten auf einen Punkt zulaufenden Holzdecke und 80 schmalen Fenstern. St. Nikolaus ist seit 1833 Pfarrkirche.

## Ausstattung
Das Altarkreuz ist ein Werk des Bildhauers Johann Baptist Lenz (1922–2007). Die Orgel wurde 1979 von Weimbs Orgelbau erbaut. Ihre 12 Register verteilen sich auf ein Manual und Pedal. In der Seitenkapelle steht eine Pietà aus der alten Pfarrkirche.